# انریکه مایر
 انریکه مایر (انگلیسی: Enrique Maier؛ زاده ۳۱ دسامبر ۱۹۱۰ درگذشته ۲۲ اوت ۱۹۸۱) یک تنیس‌باز اهل اسپانیا بود.